# Сервітська церква святого Йозефа (Інсбрук)
Сервітська церква святого Йосифа (нім. Servitenkirche zum hl. Josef) з монастирем сервітів — церква на вулиці Марії Терезії в місті Інсбрук, Австрія.

## Історія
Церква була заснована в 1613-1616 роках, а монастир — в 1614 році вдовою ерцгерцога Австрії Фердинанда II Анною Катериною Гонзагою з Мантуї. Монастир особливо процвітав в XVII столітті завдяки фінансуванню династії Габсбургів. Перша будівля монастиря і церкви згоріла в 1620 році, всі прилеглі будівлі також зазнали значних руйнувань.
Нова церква була освячена в 1626 році. Головний вівтар був замовлений ерцгерцогом Леопольдом V в 1628 році і створений скульптором і штукатуром Трентіно Матіасом Карнером. Пізніші нововведення стосувалися бічної каплиці в 1722 році і каплиці Перегрини в 1731 році. Сучасного вигляду шпиль вежі набув у 1899 році, за проектом Йогана Вунібальда Дайнінгера.
3 листопада 1938 року Третій Рейх першим розпочав гоніння монастиря в Інсбруку. Будівлю було сильно пошкоджено в результаті повітряної атаки, здійсненої 15 грудня 1943 року. Після 1945 року церква була перебудована, орден повернувся в приміщення монастиря, і з 1947 року доглядає за новоствореною парафією святого Йозефа. Реконструкція даних приміщень здійснювалася в 1968 і 1990 роках.

## Опис
Церква є просторою довгою будівлею, розташованою вздовж вулиці, з південною вежею в стилі бароко і каплицею, що виступає. Три приміщення з трьома склепіннями вкриті дахом у формі діжки поверх тонких штукатурних мармурових пілястр. Розпис на стелі і фреска на зовнішній стіні каплиці були створені в 1947 і 1953 роках Гансом Андре.

## Галерея

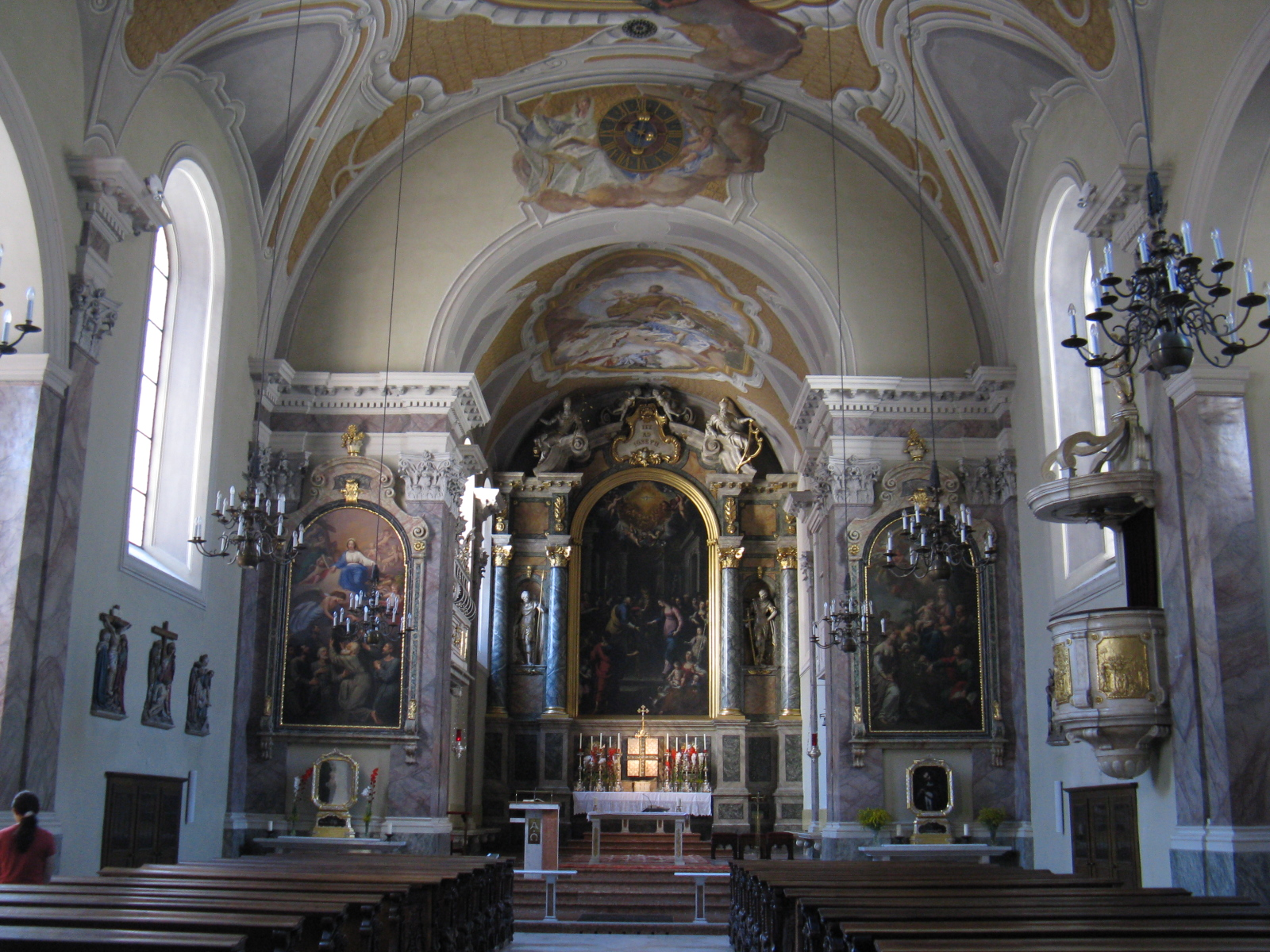
Вівтар
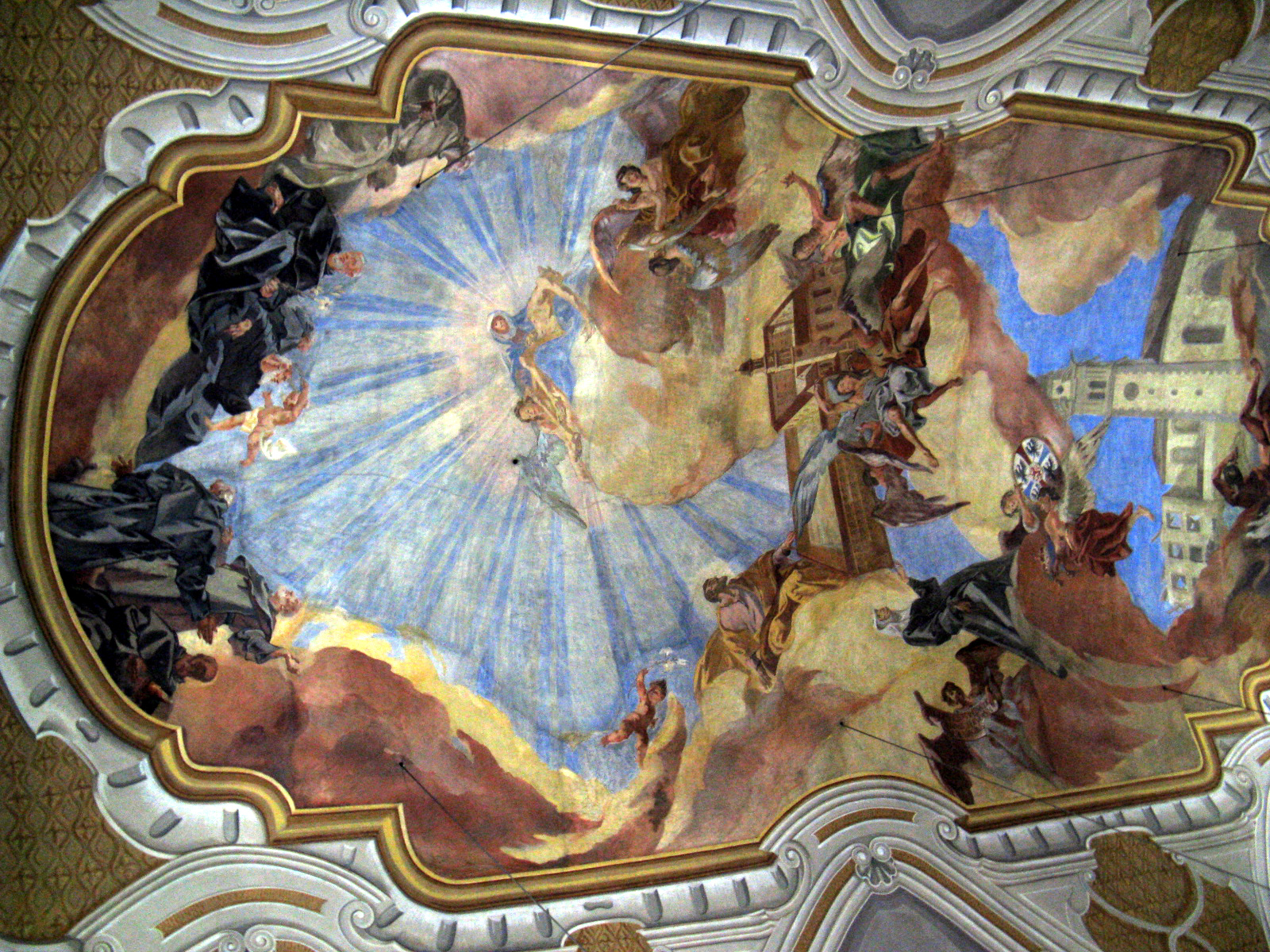
Фреска на стелі
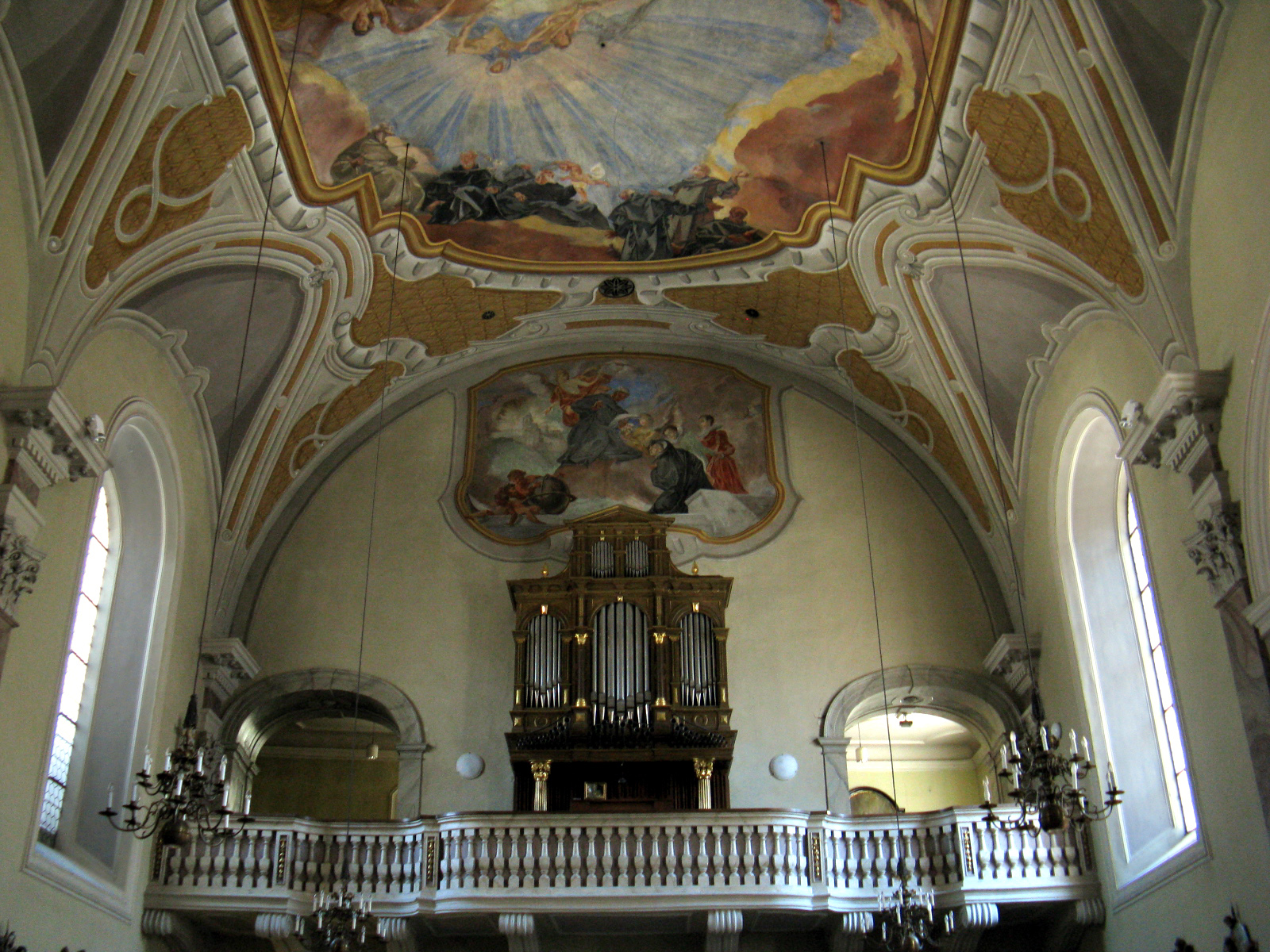
Орган